# Ovelgünne
Ovelgünne – gmina w Niemczech, w kraju związkowym Saksonia-Anhalt, w powiecie Börde, należąca do wspólnoty administracyjnej Obere Aller.
Do gminy Ovelgünne należy dzielnica Siegersleben.